# 1/9
1/9（9分の1、きゅうぶんのいち）は、0 と 1 の間にある有理数の一つであり、9 の逆数である。

## 数学的性質
- 1/9 は 1÷9 列びに 3-2に等しい。
- 1/9 は、素因数に3が含まれているN進法では有限小数になる。

## 符号位置
Unicodeで表記することも可能。OS X MavericksおよびWindows 8.1では最初から表示に対応している。それ以外の環境であれば、ARIB外字をUnicodeでサポートしたフォントなどが必要。
| 記号 | Unicode | JIS X 0213 | 文字参照         | 名称   |
| ---- | ------- | ---------- | ---------------- | ------ |
| ⅑    | U+2151  | -          | &#x2151; &#8529; | 9分の1 |